# Aeroportul Samedan
Aeroportul Samedan (IATA: SMV, ICAO: LSZS) este un aeroport din Cantonul Graubünden, Elveția ce deservește zona St. Moritz. A fost deschis în 27 ianuarie 1938 și numit după Samedan⁠(d).
Situat la o altitudine de 1.707 m, aeroportul dispune de 1 pistă.

## Infrastructură

### Piste
Aeroportul dispune de o singură pistă. Pista 03/21 are suprafața de asfalt și dimensiunile 1.840 m × 40 m. 